# رودن (زاکسن-آنهالت)
رودن (به آلمانی: Rodden) یک منطقهٔ مسکونی در آلمان است که در لوینا واقع شده‌است. رودن ۲۵۴ نفر جمعیت دارد.